# 遠藤保成
遠藤 保成（えんどう やすしげ、1926年1月3日 - ）は日本の地方公務員。神奈川県下水道公社理事長、テレビ神奈川社長。

## 来歴
神奈川県出身。旧制新潟高等学校、京都大学法学部政治学科卒業。1948年 神奈川県庁に入庁。1954年 横須賀県税事務所長。1957年3月 教育庁社会教育課長。1959年7月 企画渉外部企画広報課長。1961年12月 企画渉外部企画課長。1963年6月 神奈川県労働委員会事務局長。1967年6月 企業庁管理局長。1971年6月 企画調査部長。1973年7月 総務部長。1975年6月 企業庁長。1981年6月 下水道公社理事長。1982年6月 テレビ神奈川代表取締役社長（〜1994年）。